# Quảng Đức, Tuyên Thành
Quảng Đức (chữ Hán giản thể: 广德市, Hán Việt: Quảng Đức thị) là một thành phố cấp huyện thuộc địa cấp thị Tuyên Thành, tỉnh An Huy, Cộng hòa Nhân dân Trung Hoa. Thành phố Quảng Đức có diện tích 2165 km2:48, dân số 487.243 người, mã số bưu chính là 341882, khu hành chính đóng tại trấn Đào Châu. Động Thái Cấp thuộc khu phong cảnh danh thắng trọng điểm quốc gia (Trung Quốc) nằm ở thành phố này. Về mặt hành chính, thành phố được chia thành 3 nhai đạo biện sự xứ, 6 trấn và 3 hương.
- Nhai đạo: Từ Sơn, Thăng Bình, Đồng Nhuế.
- Trấn: Đào Châu, Bách Điếm, Thê Tiết, Khâu Thôn, Tân Hàng, Dương Than.
- Hương: Lô Thôn, Đông Đình, Tứ Hợp.